# Federazione cestistica dell'Azerbaigian
La Azerbaijan Basketball Federation è l'ente che controlla e organizza la pallacanestro in Azerbaigian.
La federazione controlla inoltre la nazionale maschile e femminile. Ha sede a Baku e l'attuale presidente è Nadir Nasibov.
È affiliata alla FIBA dal 1992 e organizza il campionato di pallacanestro azero.